# エリコットシティ (メリーランド州)
エリコットシティ（英: Ellicott City）は、アメリカ合衆国メリーランド州の国勢調査指定地域（CDP）。ハワード郡の郡庁所在地である。ボルチモア郊外に位置している。人口は7万5947人（2020年）。
1830年に建設されたエリコットシティ駅には、ボルチモア・アンド・オハイオ鉄道の博物館分館がある。この駅は当初建設された路線で最初のターミナル駅だった。パタプスコ川西支流上流の絵のようなバレーにある中心街歴史地区は、アンティーク買い物客、歴史見学者に大変人気があり、レストランや折衷的なブティック、コーヒーショップ、ティールームや多くの史跡がある。
エリコットシティはアメリカで最も裕福な町に挙げられている。2005年以降、雑誌「マネー」とウェブサイト「CNNMoney.com」で、「アメリカで最も生活するに良い所20傑」に4度挙げられた。
パタプスコ・バレーにあるエリコットシティの中心街は「歴史的エリコットシティ」あるいは「オールド・エリコットシティ」と呼ばれることが多く、北のボルチモア郡境、南のハワード郡にある大型の未編入の町コロンビア、西のウェストフレンドシップに広がる周辺郊外の未編入の町とははっきりとした違いがある。

## 歴史

### 法人化以前
1766年、ジェイムズ・フッドが川傍にある自分の土地157エーカー (64 ha) に隣接する土地20エーカー (8.1 ha) を、「1669年メリーランド工場法」を使って工場用地として接収した。その製粉場はパタプスコ川の岸に建設された（後にエリコットのアッパーミルズと呼ばれた）。そこはフレデリック道路（後に旧ナショナル道路と呼ばれ、さらにアメリカ国道40号線/メリーランド州道144号線となった）が川を渡る場所だった。フッドの息子ベンジャミンが、パタプスコ川に頻発していた洪水の1つの後、1768年に、トウモロコシ製粉工場を再建した。ベンジャミンはその後の1774年、工場をジョセフ・エリコットに1,700ポンドで売却した。その後、ボルチモア・アンド・オハイオ鉄道がこの土地を通ることとなり、線路はフッド家の墓所の上に敷かれることになった。
1771年4月24日、ペンシルベニアのフィラデルフィアの北西、バックス郡から来たクエーカー教徒の4人兄弟がエルクリッジ・ランディング（現在のメリーランド州エルクリッジ）から上流数マイルにあった絵のような荒野を選んだ。当時、18世紀の商船がタバコを積んで航行できる川の上限にあった。ここで小麦粉の製粉所を設立するために、ボルチモア郡の土地50エーカー (20 ha) をエマニュエル・ティールから、35エーカー (14 ha) をウィリアム・ウィリアムズから購入した。1775年、バーソロミュー・ボルダーソンとフッドのミルから30・5エーカー (12.3 ha) を買い増した。ジョン、アンドリュー、ジョセフのエリコット3兄弟が「エリコットのミルズ」を設立し、それが東部で最大級の工場となり、工場町となった。ナサニエルが1777年にその持ち分を売却し、ジョセフは翌年、フッドのミル所有権以外の全てを売却した。町は「エリコッツミルズ」という名前だった。アメリカ合衆国郵政公社が1797年10月7日に郵便局を開いた。
エリコット兄弟は製材所、鍛冶屋、厩、搾油工場、穀物醸造所、穀物製粉所を建設した。農夫達にはタバコに変わって小麦を栽培するよう奨励し、痩せた土地を再活性化させるために焼き石こうを肥料として使うことを紹介することで、地域の農業を改革した。エリコット兄弟は1809年1月11日に火事を出すまで、製品を作っていた。アメリカ独立宣言に署名した者として最後まで生存していたチャールズ・キャロル（1737年-1832年）は植民地時代のアメリカでは最大の資産を持つ裕福な土地所有者であり、稀なローマ・カトリック教徒でもあったが、タバコから小麦に転換した初期の有力者だった。1830年までにエリコット家は「エリコット・アンド・カンパニー」あるいは「ジョナサン・エリコット・アンド・サンズ」をもはや支えられなくなっていた。1840年までにエリコット家は製粉所2か所、花崗岩石切り場、製材所、石膏工場の持ち株を売却していた。
1817年、1837年、1868年の3度、町は破壊的な洪水を経験した。
1830年、エリコッツミルズは、国内で最初の商業運転を始めた貨物・旅客鉄道であるボルチモア・アンド・オハイオ鉄道のボルチモア市外では最初のターミナルとなった。この会社は1827年に組織され、翌年には7月4日の独立記念日に建設の始まりを祝う儀式として「最初の石」を置いた。エリコットシティ駅は町の角を横切る堤防、パタプスコ川に沿いタイバー・クリークの水流が交差する所に造られ、ボルチモア・アンド・オハイオ鉄道の役員ロバート・オリバーにちなんで名付けられた「オリバー高架橋」が、地元で切り出された灰色花崗岩の大きなブロックでできたナショナル道路の上を越えている。この高架橋は現在も生きた博物館として残っており、アメリカ合衆国内務省国立公園局が管理するアメリカ合衆国国定歴史建造物に指定された。「アメリカで最古の現存する鉄道駅」という指定を受けている。1830年8月、ニューヨークの工業資本家でボルチモアの鋳造所所有者ピーター・クーパー（1791年-1883年）の蒸気機関車「トム・サム号」と、馬で曳かせた鉄道馬車の有名な競争が、エリコッツミルズからボルチモアまで帰る途中の中継所までで行われた。トム・サム号の駆動ベルトが突然切れて、この勝負は馬の勝となったものの、蒸気機関車が着実に改良されていることを印象付け、来るべき蒸気機関車が駆動する鉄道が町の経済に重要な関わりを持ち、ボルチモア市の経済優越性が国内に広がっていくことを予告していた。
アナランデル郡の西部にあるハワード地区が、1839年に新しく前提地区に指定された後、1840年から1843年に建設されたハワード郡庁舎の場所は、1851年にハワード郡がメリーランド州23郡の1つとして独立した時に継続され拡張された。1861年までにエリコッツミルズは繁栄する農業と工業の町になっていた。
南北戦争が始まった1861年4月から5月、北軍が現在のウェストバージニア州ハーパーズ・フェリーに向かっていた「ワイナンズ・スティーム・ガン」をエリコッツミルズで押収した。この実験中だった大砲は、地元の南部同調者の鉄道建設者かつ工業資本家のロス・ワイナンズが開発していた。1862年秋、ニュージャージー第12志願歩兵連隊がエリコッツミルズを守るよう割り当てられ、パタプスコ女学校の傍の芝生に1,200名のキャンプ・ジョンソンを構築した。1864年7月10日、ジュバル・アーリー将軍が率いた南軍による3回目の北部侵略により、モノカシーの戦いで敗れたルー・ウォーレス少将が指揮する北軍はナショナル・パイクを下って退却し、ボルチモア・アンド・オハイオ鉄道のエリコッツミルズ駅からボルチモアに向かった。モノカシー・ジャンクションでウォーレスの小さな部隊が1日遅らせたことで、ユリシーズ・グラント中将は首都ワシントンD.C.を守る部隊を急行させて間に合わせることができた。エリコッツミルズの家屋や教会は一時的に北軍の負傷兵のための病院として使われた。
1866年、コレラが流行した。
ベンジャミン・デトフォードが所有していたグラナイト・ミルズ綿糸工場が火事で焼けた。

### 法人化以後
1867年、エリコッツミルズの市憲章が制定され、市長と市政委員会からなる市政府が結成され、市名は「エリコットシティ」に変更された。郡内では唯一の認証された都市だったが、1935年、禁酒法の下で酒場からの税収入が無くなり、税負担が市民に肩代わりを強制しているとの抗議があり、アメリカ合衆国上院議員のジョセフ・ドノバンからの提案で、市憲章が撤廃された。1973年郡から歴史地区に指定された。今日のエリコットシティはハワード郡の郡庁所在地となっている。
エリコットシティ初代市長はE・A・タルボットであり、石造りの家に住み、川床で木場を運営していた。その事業は1866年と1868年の洪水で洗い流された。タルボットは対抗馬のアイザックスから再選を放棄すれば自家の権利を保てるという提案を受け、その通りにした。タルボットはチャールズ・タイマヌスが設計した丘の上のレンガと花崗岩でできた店に引っ越した。そこは現在エリコットシティ醸造社が入っている。
1868年の大洪水では43人が溺死し、グラニット製造綿糸工場、チャールズ・A・ギャンブリルズ・パタプスコ・ミル、ジョン・リー・キャロルの工場ビル、および数多くの家屋を洗い流した。チャールズ・A・ギャンブリルが工場を再建した。それは1916年の火事で焼失するまで操業を続けていた。
1878年、エモリー・アベニューにハワード郡が最初のエリコットシティ・監獄を建設し、エモリー監獄あるいはウィロウグローブ監獄とも呼ばれた。この石造の監獄は囚人12人を収監することが意図されており、1993年にハワード郡拘束センターが開所するまで使われた。
1879年、政治ギャングが投票所で有色の投票者を銃撃し負傷させることで選挙を支配した。副保安官は命の危険を感じてその指導者を逮捕せず、暴力沙汰が広がった。
エリコットシティは禁酒運動で初期に活動しており、1882年には「純粋に発酵したあるいは酔わせるリキュール」を禁止する法を制定し、1883年5月1日に有効となった。これは直ぐに他の商品を販売しない免許のある店舗には酒を販売できるように変えられた。そういう店は町の税収の主要な源だった。
1892年、市街電車の運行が提案され、1895年4月20日に承認され、1899年には実行に移された。その運行は1955年まで両サイドに運転席のある電車で続けられた。ボルチモア・サービスがバスでの代替を提案したときに運行が停止され、バス便は2年間続いた。ケイトンズビル・アンド・エリコットシティ電車会社の軌道は後にハイキング道に転換された。
1895年2月、商店主ダニエル・F・シェイがジェイコブ・ヘンソンに殺された。ヘンソンは裁判に掛けられ、死刑を宣告された。フランク・ブラウン知事がヘンソンは狂気にあったという根拠で釈放する可能性があったので、市民の集団が監獄に押し入り、ヘンソンをメリックス・レーンで私刑にした。それに付けられた標識は「ブラウンは我々の裁判所を支配できない」と記されていた。ブラウン知事は市民を非難し、それ以降、死刑囚を全てメリーランド州刑務所に移すよう命令した。
1896年、花崗岩の採掘が始まったが、その開始時点は困難さが伴っていた。

#### 20世紀
1907年、テイラー・マナーがニューカット道路沿いの敷地に建てられたパタプスコ・マナー・サナトリウムとして運営を始めた。1939年、この施設をアイザック・テイラーが買収し、ピネル・クリニックとして経営した。テイラーは検眼医院を経営し、メインストリートではテイラーの家具店を経営した。1948年、施設は48床に拡大され、1968年には151床となった。その敷地の中央には近代建築の丸いロタンダが立っている。テイラー・マナーは広さ70エーカー (28 ha) 以上ある。2000年、施設はシェパード・アンド・エノク・プラット病院の支所となった。
1924年、ディスプレー・マシン・ドーナット・コーポレーションがニューヨーク市からエリコットシティに移転して、元エリコット・アンド・ギャンブリルの工場があった場所に1916年に建てられたパタプスコ・フラワリング・ミルの建物を使った。この会社はドーナット・コーポレーション・オブ・アメリカとしてドーナッツのミックスと、ドーナッツの製造機械を造っていた。1941年4月27日、火事がこの8階建ての建物を包んだが、その後再建されて、第二次世界大戦の兵士にドーナッツ・ミックスを届け続けた。1942年1月、戦争遂行のために市民防衛組織として郵便局に緊急ルームが設定された。
1943年、メトロポリタン地区が結成されて、エリコットシティに上下水道がもたらされ、これにP・G・ストロームバーグ、I・H・テイラー、チャールズ・E・ミラー、マレー・G・ペディコード、ジョン・A・レーン、W・エミール・トンプソンが金を出した。
1955年、郡コミッショナーのノーマン・E・モックスリーが市では初の地区ノーマンディウッズを創設した。最初の大きなショッピングセンターであるノーマンディ・ショッピングセンターが建設された。アルダ・ホプキンス・クラークがエリコットシティ長老派教会を購入してそれをハワード郡歴史協会に寄付した。
1958年、マリリン・モンローの生涯を脚色した映画『女神』がエリコットシティで撮影された。

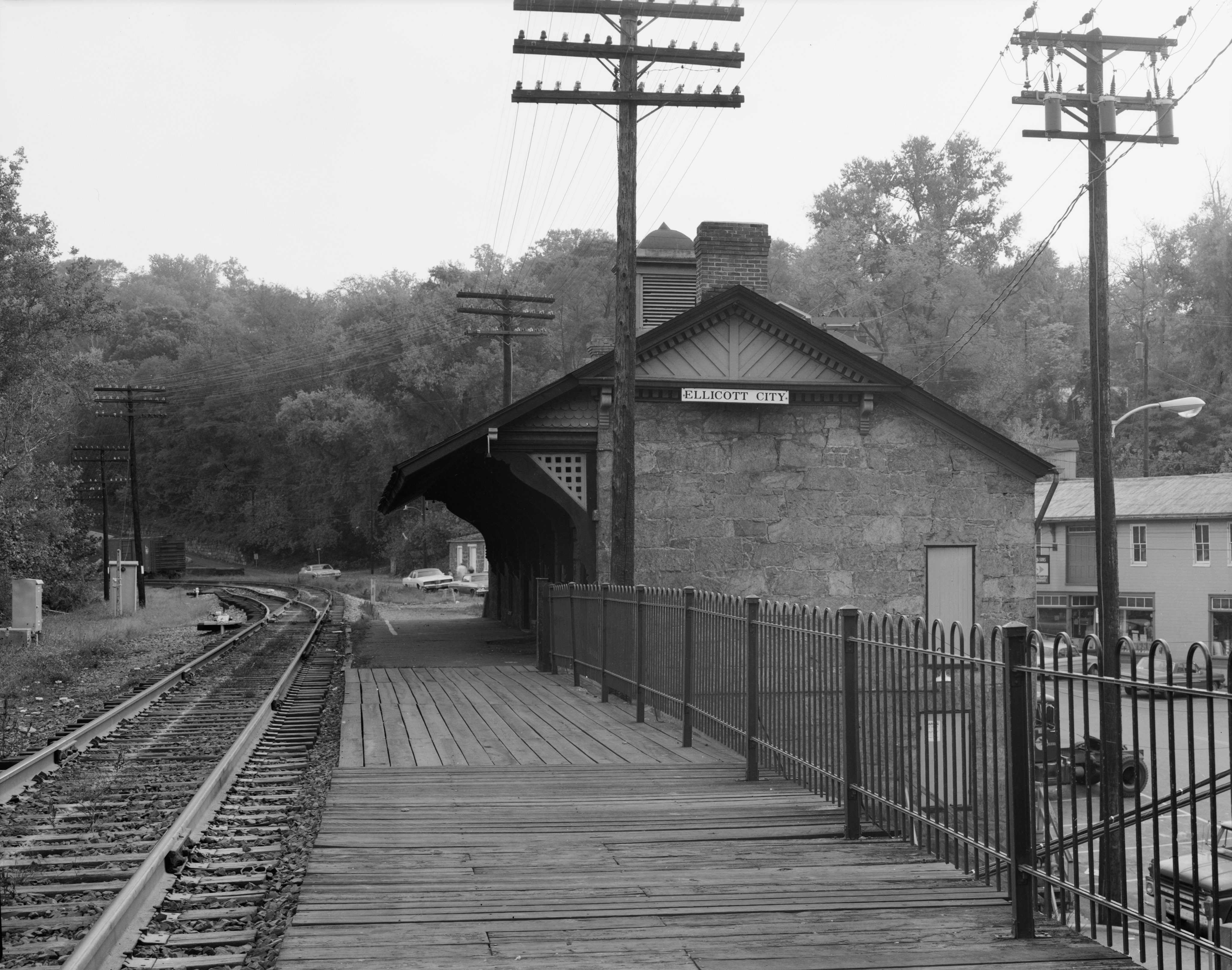
エリコットシティ駅、1970年撮影

1962年より前、ハワード郡の有権者が投票できたのはエリコットシティの投票所だけだった。1962年5月、有権者が第2の投票所を提案したが、やはりエリコットシティのモンゴメリー道路沿い国有武器庫だった。
ハワード郡では唯一の飛行機事故が1962年にクラークスビルに近い市内で起こった。ビッカース バイカウント機がバードストライクで飛行不能となりホームウッド農場に墜落し、乗員乗客全員が死んだ。
同年、州健康省がエリコットシティに生ごみをパタクセント川に捨てるのを止め、近代的なごみ処理システムを開発するよう命令した。
1964年、コリンシアン保全会社がエリコットシティのスラム撲滅を実行するために、民間非営利共同事業を運営するよう提案し、住宅を解体して連邦政府が75%を出資したアパート複合施設を造った。
1972年6月21日、ハリケーン・アグネスの時にパタプスコ川流域の水位が14.5フィート (4.4 m) 上昇して溢れ、コンクリート製の橋を流し、ジョナサン・エリコット邸、1910年建築のビクター・ブロード浄水プラントを破壊し、メインストリートはオッド・フェローズのホールまで水浸しにした。
1977年、郡は市外地に新し埋め立て地を選定し、1944年から1980年5月までゴミや危険物資の投棄に利用していたニューカット道路埋め立て地を閉鎖することになった。ニューカット埋め立て地はワージントン・ドッグ公園になった。2011年、元の広さ83エーカー (34 ha) の埋め立て地は、メリーランドエネルギー管理局からの462,000ドルの助成金で太陽光発電装置を造り、ワージントン小学校に供給している。
歴史あるメインストリートでは何度か大火が起きてきた。中でも1984年11月、1992年の3回、1999年11月の火事が大きかった。1984年の火事はレイディグのパン屋の欠陥がある空調機から出火し、建物6棟を破壊した。1992年の火事は放火によるものであり、1999年の大火は5つの企業を破壊し、物損は推計200万ドルとなった。レストランの背後に捨てられたタバコの火が出火の原因だった。
童話を主題にしたアミューズメントパーク、エンチャンテッド・フォレストが市内にあった。このパークは1990年代初期から一般大衆には閉鎖された。エンチャンテッド・フォレスト・ショッピングセンターがその跡地に建設された。アトラクションの多くがエリコットシティのクラークのエリオーク農園に移され、修復された。エンチャンテッド・フォレストはジョン・ウォーターズが監督した1990年の映画『クライ・ベイビー』に登場していた。

#### 21世紀
2012年8月21日真夜中、CSXトランスポーテーションの石炭搬送列車がオールド・メインライン支線で脱線した。その線に架かる鉄道橋の上に座っていた19歳の少女2人に石炭が降り注ぎ死んだ。
同年、66年間営業を続けていたフォレスト・ダイナーが閉店し、アパート38戸を建設することになった。
2014年、歩道と駐車場整備計画のために、ヒーン邸とエリコットシティの監獄が最も保存の危険にさらされている物件10件に入った。

## 地理
アメリカ合衆国国勢調査局に拠れば、領域全面積は30.1平方マイル (77.9 km2)であり、このうち陸地30.0平方マイル (77.6 km2)、水域は0.12平方マイル (0.3 km2)で水域率は0.41%である。
エリコットシティは7つの丘の上に建てられていると言われている。それらの丘はパタプスコ川の岸にある歴史地区の南東にある。メインストリートに沿って狭い谷を作るパタプスコ川の小さな支流はタイバー川と呼ばれる。幾つか深い水流を作る谷がこの場所で集まっており、洪水の危険性があるが、同時に町の劇的な高さを創ってもいる。歴史的エリコットシティはオルドビス紀の花崗岩の上にあり、その露出部はメインストリートに沿って見られる。

### 気候
エリコットシティは温暖湿潤気候であり、夏は暑く湿気ており、雷雨が多い。春と秋は快適な気温となる。冬はアメリカの標準からすれば冷たいと感じられることが多く、雨が長く続くことがある。冬には時として降雪があるが、概して少ない。雨は年間を通じて平均的に降り、月間3インチ (76 mm) から5インチ (127 mm) である。
| エリコットシティの気候 | エリコットシティの気候 | エリコットシティの気候 | エリコットシティの気候 | エリコットシティの気候 | エリコットシティの気候 | エリコットシティの気候 | エリコットシティの気候 | エリコットシティの気候 | エリコットシティの気候 | エリコットシティの気候 | エリコットシティの気候 | エリコットシティの気候 | エリコットシティの気候 |
| 月                     | 1月                    | 2月                    | 3月                    | 4月                    | 5月                    | 6月                    | 7月                    | 8月                    | 9月                    | 10月                   | 11月                   | 12月                   | 年                     |
| ---------------------- | ---------------------- | ---------------------- | ---------------------- | ---------------------- | ---------------------- | ---------------------- | ---------------------- | ---------------------- | ---------------------- | ---------------------- | ---------------------- | ---------------------- | ---------------------- |
| 最高気温記録 °F （°C） | 78 (26)                | 80 (27)                | 90 (32)                | 95 (35)                | 97 (36)                | 101 (38)               | 105 (41)               | 103 (39)               | 101 (38)               | 95 (35)                | 83 (28)                | 77 (25)                | 105 (41)               |
| 平均最高気温 °F （°C） | 42 (6)                 | 46 (8)                 | 55 (13)                | 67 (19)                | 76 (24)                | 84 (29)                | 88 (31)                | 86 (30)                | 79 (26)                | 68 (20)                | 57 (14)                | 46 (8)                 | 66 (19)                |
| 平均最低気温 °F （°C） | 23 (−5)                | 25 (−4)                | 32 (0)                 | 41 (5)                 | 51 (11)                | 60 (16)                | 64 (18)                | 63 (17)                | 56 (13)                | 44 (7)                 | 35 (2)                 | 27 (−3)                | 43 (6)                 |
| 最低気温記録 °F （°C） | −18 (−28)              | −16 (−27)              | −4 (−20)               | 12 (−11)               | 27 (−3)                | 34 (1)                 | 44 (7)                 | 41 (5)                 | 29 (−2)                | 18 (−8)                | 3 (−16)                | −14 (−26)              | −18 (−28)              |
| 降水量 inch （mm）     | 3.74 (95)              | 3.01 (76.5)            | 4.30 (109.2)           | 3.52 (89.4)            | 4.78 (121.4)           | 4.11 (104.4)           | 3.85 (97.8)            | 3.53 (89.7)            | 4.09 (103.9)           | 3.44 (87.4)            | 3.73 (94.7)            | 3.53 (89.7)            | 45.63 (1,159)          |
| 出典：Intellicast      |                        |                        |                        |                        |                        |                        |                        |                        |                        |                        |                        |                        |                        |

## 文化と呼び物
- センテニアル公園
- エリコットシティ駅
- エンチャンテッド・フォレスト
- セントアンソニー・シュライン
- チェサピーク・シェイクスピア劇団
- トロリー線第9号トレイル

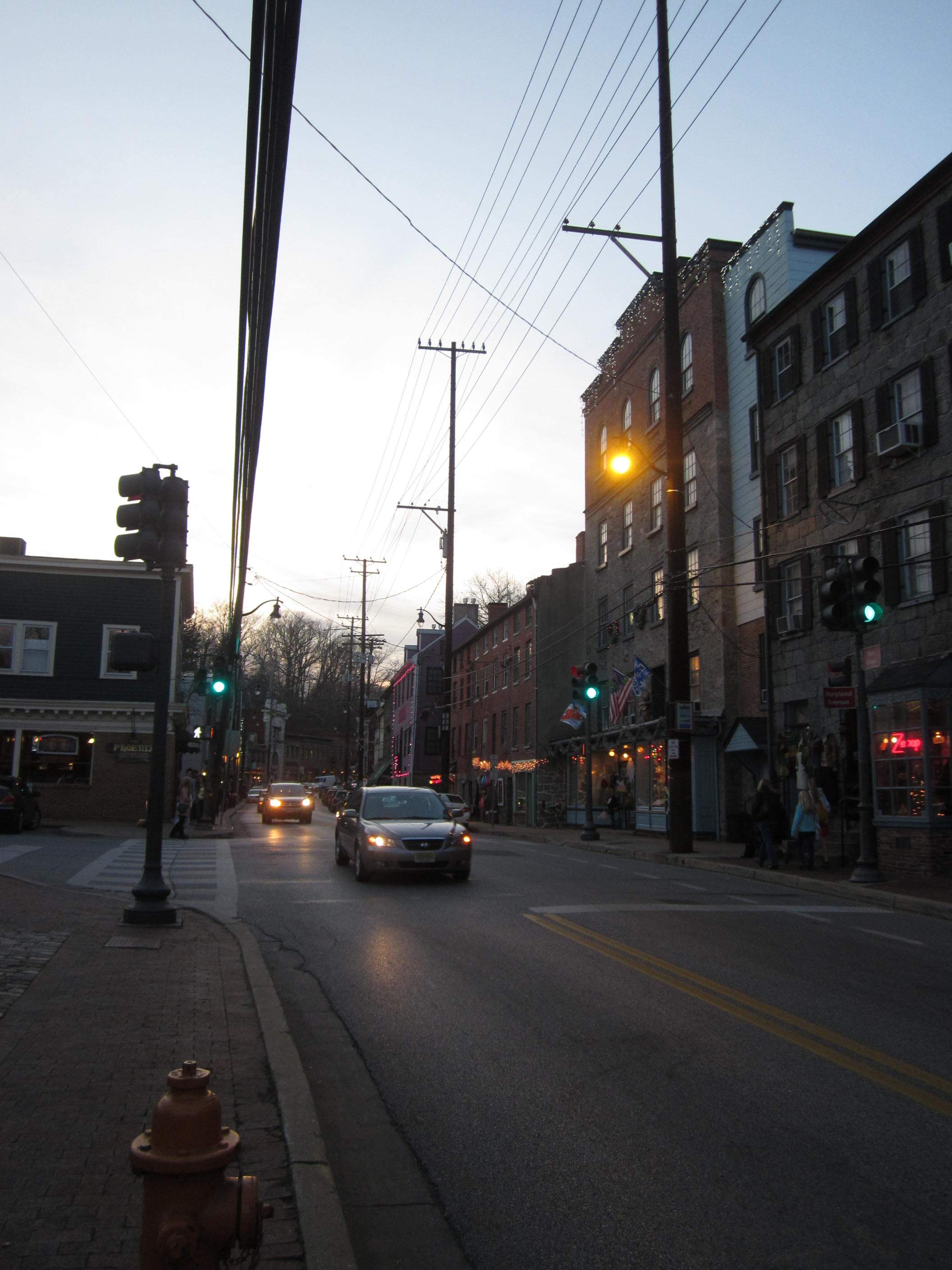
歴史的エリコットシティにあるメインストリートとメリーランド・アベニュー

エリコットシティは東海岸では最大級に幽霊の出る小さな町と言われてきた。ハワード郡観光委員会が超常現象のあるという評判の場所数か所を訪れる幽霊ツアーを運営している。その中でもリルバーン邸宅、ヘイデン邸、マウントアイダ、町の中心を通りメインストリートに架かるボルチモア・アンド・オハイオ鉄道の鉄道橋、旧エリコットシティ消防署、パタプスコ女学校が有名である。
2009年、雑誌「ニューズマックス」にCBSニュースの旅行記者ピーター・グリーンバーグが書いた記事「アメリカの最も得意な市と町25傑」にエリコットシティが挙げられた。このランキングを決める際に幾つか要因がある中でもメインストリートがアピールできるとグリーンバーグは述べている。
トマス・アイザックの丸太小屋がメインストリートの外れにある。そこでは美しく着飾った歴史家が地域の歴史を語っている。

## 人口動態
| 人種別人口と構成比、エリコットシティ、2010年 |            |             |
| 人種                                         | 人口（人） | 構成比（%） |
| 総計                                         | 65,834     | 100         |
| 白人                                         | 42,452     | 64          |
| アジア人                                     | 15,056     | 22          |
| アフリカン・アメリカン                       | 5,585      | 8           |
| ヒスパニック                                 | 2,323      | 3           |
| 混血                                         | 1,850      | 2           |
| ヒスパニック                                 | 733        | 1           |
| 3人種以上                                    | 139        | < 1%        |
| ネイティブ・アメリカン                       | 134        | < 1%        |
| [ 67 ]                                       |            |             |

以下は2010年の国勢調査による人口統計データである。
| 基礎データ - 人口: 65,834 人 - 世帯数: 23,734 世帯 - 家族数: 18,150 家族 - 人口密度: 845.1人/km2（2,188.8 人/mi2） - 住居数: 24,672 軒 - 住居密度: 317.9軒/km2（822.4 軒/mi2） 人種別人口構成 - 白人: 64.5% - アフリカン・アメリカン: 8.5% - ネイティブ・アメリカン: 0.2% - アジア人: 22.9% - 太平洋諸島系: 0.0% - その他の人種: 1.1% - 混血: 2.8% - ヒスパニック・ラテン系: 3.5% | 年齢別人口構成 - 18歳未満: 26.5% - 18-24歳: 6.5% - 25-44歳: 24.0% - 45-64歳: 30.9% - 65歳以上: 12.1% - 年齢の中央値: 41歳 - 性比（女性100人あたり男性の人口） - 総人口: 95.0 - 18歳以上: 91.5 世帯と家族（対世帯数） - 18歳未満の子供がいる: 39.1% - 結婚・同居している夫婦: 65.2% - 未婚・離婚・死別女性が世帯主: 8.2% - 非家族世帯: 23.5% - 単身世帯: 19.7% - 65歳以上の老人1人暮らし: 8.4% - 平均構成人数 - 世帯: 2.76人 - 家族: 3.20人 | 収入と家計 - 収入の中央値（2007年推計） - 世帯: 103,464米ドル - 家族: 120,064米ドル - 性別 - 男性: 63,938米ドル - 女性: 41,721米ドル - 人口1人あたり収入: 29,287米ドル - 貧困線以下 - 対人口: 3.3% - 対家族数: 2.2% - 18歳未満: 3.3% - 65歳以上: 4.9% |

## 教育
エリコットシティの高校生はハワード郡公共教育学区に属するマウントヘブロン高校、センテニアル高校、ワイルドレイク高校、ハワード高校のどれかに進学する。マリオッツリッジ高校も一部対応する。学区内の特殊学校2校と中央事務所も住所がエリコットシティとなっているが、実際にはコロンビアの北端にある。
中学校は、バーリーマナー、ダンロッギン、ボニーブランチ、マウントビュー、エリコットミルズ、パタプスコの6校がある。小学校は、ベテランズ、イルチェスター、ノースフィールド、センテニアルレーン、マナーウッズ、セントジョンズレーン、ワージントン、ホリフィールドステーションの9校である。
セントジョンズ教区デイスクールが町の中心から西に1.5マイル (2.4 km) にあり、グレネルグ・カントリー・スクールは町の西端にある。

## 著名な出身者
- ベンジャミン・バネカー、アフリカ系アメリカ人科学者、天文学者、発明家、著作家、反奴隷制度運動家、1731年11月9日にエリコッツミルズで生まれた
- カート・ブッシュ、NASCARドライバー、2004年のチャンピオン
- ディヴァイン（1945年–1988年）、俳優、歌手、ドラァグクイーン[78]
- チャールズ・S・ダットン、俳優、ボルチモア生まれ
- エドワード・スノーデン、元国家安全保障局職員、内部告発者[79]